# Chiesa di San Martino Vescovo (Carpiano)
La chiesa di San Martino Vescovo è la chiesa parrocchiale di Carpiano, risalente al XIV secolo e quasi interamente ricostruita nel XV secolo nelle forme attuali.

## Descrizione

### Arte e architettura
La facciata in cotto, con parte centrale più alta delle laterali, è decorata con salienti e sormontata da cinque pinnacoli in mattoni decorati da una croce in ferro. Alla facciata venne successivamente aggiunto il protiro a pianta quadrata, con colonne tortili in marmo di Candoglia che sostengono una copertura a falde con intradosso a semisfera. Il protiro è sormontato da una piccola statua della Vergine, in origine collocata sull'altare campionese posto all'interno della chiesa.
L'esterno fu decorato con opere marmoree provenienti dalla Certosa di Pavia.
L'interno è suddiviso in tre navate, con la navata centrale più alta delle lateriali ed era in origine decorato con affreschi oggi quasi interamente scomparsi. Conserva un Crocifisso ligneo settecentesco, un affresco con la Madonna con il Bambino alle spalle dell'altar maggiore, attribuito a Bernardino Luini. Altari secondari e arredi sono stati donati dalle famiglie cittadine.

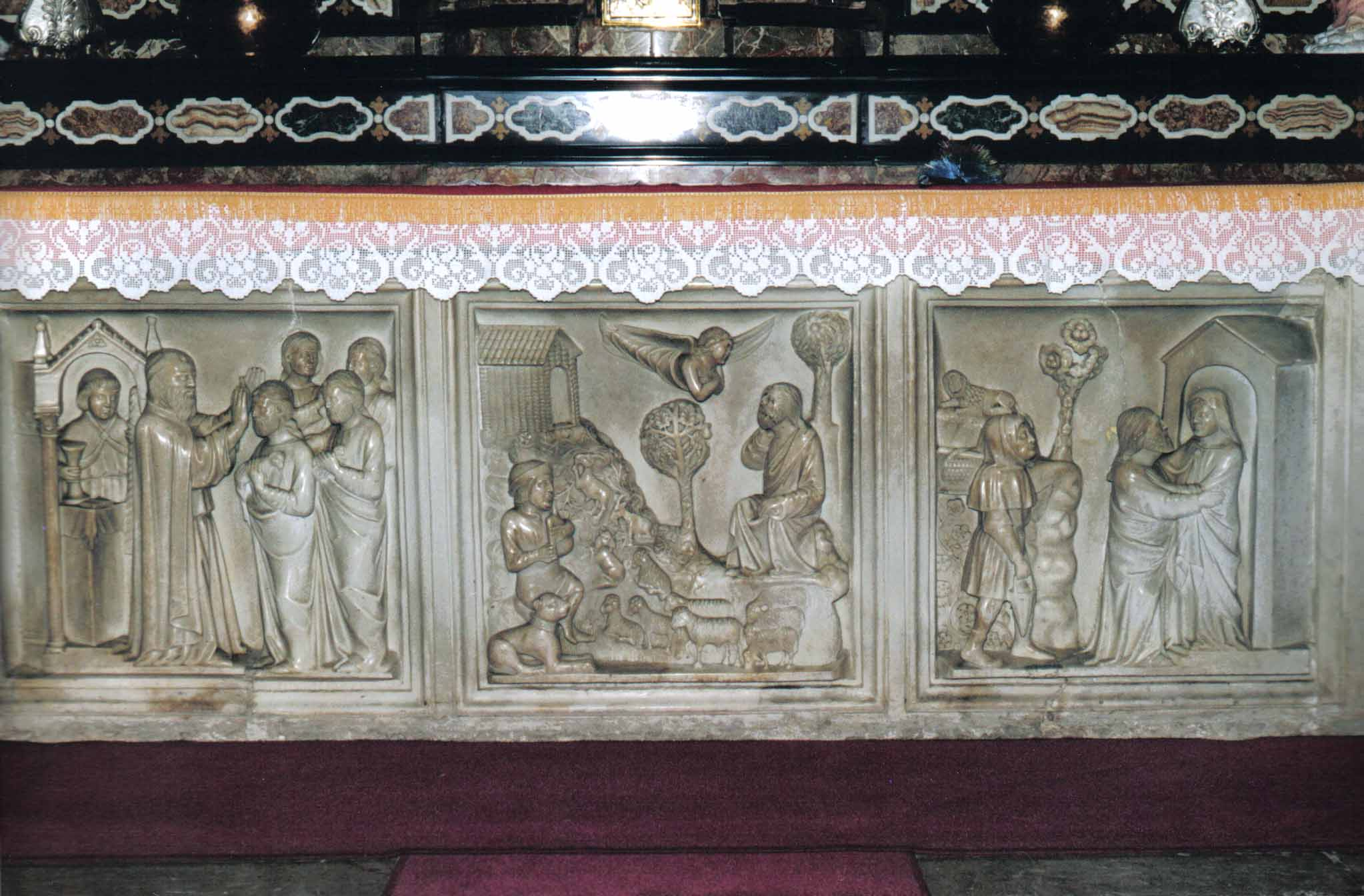
Altare maggiore ad opera dei maestri campionesi

Tra il 1520 e il 1550 venne trasportato l'altare maggiore trecentesco della Certosa di Pavia, realizzato dai maestri campionesi: gli elementi del ciborio vennero utilizzati nel protiro esterno, in quanto troppo grande per essere collocato all'interno. L'altare è costituito da otto lastre marmoree decorate con altorilievi raffiguranti la Vita della Vergine secondo i vangeli apocrifi: Gioachino che vede respinte le proprie offerte al tempio, Assunzione della buona novella a Gioachino e Incontro di Sant'Anna sul fronte, La nascita di Maria sul fianco destro, L'incoronazione della Vergine sul lato sinistro, La presentazione al tempio, Lo sposalizio della Vergine e la Morte della Vergine la lato posteriore. In epoca barocca vi venne aggiunta una sovrastruttura marmorea decorata visibile tuttora
Alle spalle dell'altar maggiore si conserva un grande coro ligneo da poco restaurato.
In epoca successiva vennero costruite due nuove cappelle laterali adibite a battistero e cappella del Crocifisso, e fu rialzato il campanile con la creazione, nel 1845, della nuova cella campanaria. Nel 1936 vennero sostituite tutte le cinque campane e la campana maggiore fu dedicata ai caduti della guerra d'Africa del 1935-1936.

## Organo a canne
L'organo a canne della chiesa è stato costruito nel 1896 da Luigi Bernasconi ed è situato sulla cantoria in controfacciata. A trasmissione meccanica, la sua consolle è rivolta verso l'altare ed ha una tastiera di 58 note e pedaliera dritta di 27 note, con i comandi dei registri costituiti da pomelli disposti su due file orizzontali.